# Nogaredo al Torre
Nogaredo al Torre (Naiarêt de Tôr  in friulano, Haseldorf in tedesco) è una frazione del comune di San Vito al Torre, in provincia di Udine, posta a 32 m s.l.m..

## Storia
Il piccolo borgo di Nogaredo al Torre ha sempre seguito il centro principale di San Vito al Torre dall'antichità ai giorni nostri.

### Storia recente
Nogaredo faceva parte sino alla fine della prima guerra mondiale dell'Impero austro-ungarico. Nel 1923 questo paesino, già facente parte della provincia di Gorizia, passò a quella di Udine. 

## Monumenti e luoghi d'interesse
- Villa Maniago, villa veneta costruita nel 1755
- Chiesa di Sant'Andrea Apostolo. Edificata tra i secoli XVII e XVIII, è comparrocchiale della chiesa dei Santi Vito e Modesto nel capoluogo comunale.